# Флаг Тренгану
Флаг Тренгану — официальный символ малайзийского штата Тренгану. Представляет собой чёрное полотнище с толстой белой каймой и с белыми полумесяцем и пятиконечной звездой в центре.

## Символика
Чёрный представляет народ Тренгану, белый представляет султана. Таким образом, флаг символизирует защиту султана своих подданных.